# Antivirusni program
Antivirusni softver, antivirusni program ili antivirus je računalni softver koji se koristi za zaštitu, identifikaciju i uklanjanje računalnih virusa, kao i drugih štetnih programa koji mogu uzrokovati probleme u korištenju računala ili oštetiti podatke.
Za razliku od prvobitnih antivirusnih programa koji su bili temeljeni isključivo na tretiranju računalnih virusa, moderni antivirusni program se dizajnira tako da sustav štiti od što većeg broja različitih mogućih štetnih programa (crva, virusa, trojanskih konja, rootkita, špijunskih i reklamskih modula, phishing napada itd.
Prvi antivirusni programi pojavili su se 1983. godine.

## Metode detekcije
Postoji nekoliko metoda koje antivirusni program koristi za identifikaciju štetnih programa. Ovisno od programa može se koristiti i više metoda.

### Detekcija po uzorcima
Detekcija bazirana na uzorcima najčešće je korištena metoda za identifikaciju štetnih programa. Da bi pronašao virus ili neki drugi zlonamjerni program, softver uspoređuje sadržaj datoteke sa sadržajem kataloga uzorka virusa. S obzirom na to da virus može biti ugniježden u samu datoteku, provjerava se i njezin sadržaj, kao i sadržaj svih njenih sastavnih dijelova, ako se radi o složenoj ili komprimiranoj datoteci. Pažnju treba obratiti na činjenicu da antivirusne tvrtke mogu rabiti drugačije nazive za isti virus. Primjerice, za crv Conficker D nazivi u različitim tvrtkama jesu (preuzeto s VirusTotal-a):
- Worm/Conficker.D.1 (Avira)
- Win32:Trojan-gen {Ostalo} (avast!)
- Worm/Generic.WLO (AVG)
- Win32.Worm.Downadup.Gen (BitDefender)
- Worm.Win32.Exploit.Conficker.c (Comodo)
- Win32.Worm.Downadup.Gen (G Data)
- Trojan-Downloader.Win32.Kido.a (Kaspersky)
- W32/Conficker.worm.gen.c (McAfee)
- Worm:Win32/Conficker.D (Security Essentials i OneCare)
- varijanta Win32/Conficker.X (ESET)
- W32/Confick-G (Sophos)
- W32.Downadup.C (Norton)

### Heuristička metoda
Heuristička metoda može se koristiti kod novih i nepoznatih virusa. Dva su načina provođenja: analiza datoteka i emulacija datoteka. Analiza datoteka je proces traganja za sumnjivim programskim zapovjedima u datotekama. Slabost ove metode je to što ona može znatno usporiti računalni sustav provjeravajući veliki broj datoteka. Emulacija datoteka je metoda koja izvršava program u virtualnom okruženju i bilježi sve akcije koje on izvrši. Analizom zabilježenih akcija može se utvrditi može li program ugroziti računalni sustav. Tehnlogija najčešće ima ime Heuristika (engl. heuristics), ali ESET je iznimka i svoju tehnlogiju zove ThreatSense. Heuristiku se može prepoznati po riječi Gen, skraćenici od Generic (hrv. 'opći'). Primjerice: 
- BitDefender:  Win32.Worm.Downadup.Gen
- avast!: Win32:Trojan-gen
- McAfee: W32/Conficker.worm.gen.c
- Sophos: W32/Confick-G

Heuristika može dati i lažne uzbune (eng. false positives ili false alarms). Ti rezultati mogu biti npr. da antivirus detektira bezopasan program kao virus. False negatives ('lažni negativi') suprotno su od false positives, tj. virusi koje antivirusni program nije detektirao.
Suvremeni antivirusni programi kombiniraju obje metode. 
Antivirusni program često nudi opciju automatskog brisanja ili stavljanje zaraženih datoteka u izolacijsku zonu.

## Djelovanje
Antivirusni programi imaju samostalni i proaktivni način djelovanja. Većina antivirusnih programa s proaktivnim načinom rada ne mogu funkcionirati istovremeno na jednom računalu.
Pojedini antivirusni programi dolaze s ugrađenim vatrozidom, alatom za detekciju spywarea i sličnim sigurnosnim alatima.

### Uspoređivanje antivirusnih programa
Antivirusni se programi uspoređuju po više stavki, a neke od njih su:
- glavni testovi (performanse, heuristika, itd.)
- testovi uklanjanja
- testovi zaštite u stvarnome vremenu

## Proizvođači
Neke od poznatijih tvrtki koje proizvode antivirusne programe su:
- Avast
- McAfee
- AVG
- Avira
- Norton
- BitDefender
- Windows Defender
- Kaspersky